# Chrysops fuscipennis
Chrysops fuscipennis är en tvåvingeart som beskrevs av Ricardo 1902. Chrysops fuscipennis ingår i släktet Chrysops och familjen bromsar. Inga underarter finns listade i Catalogue of Life.